# Cuprum Arena

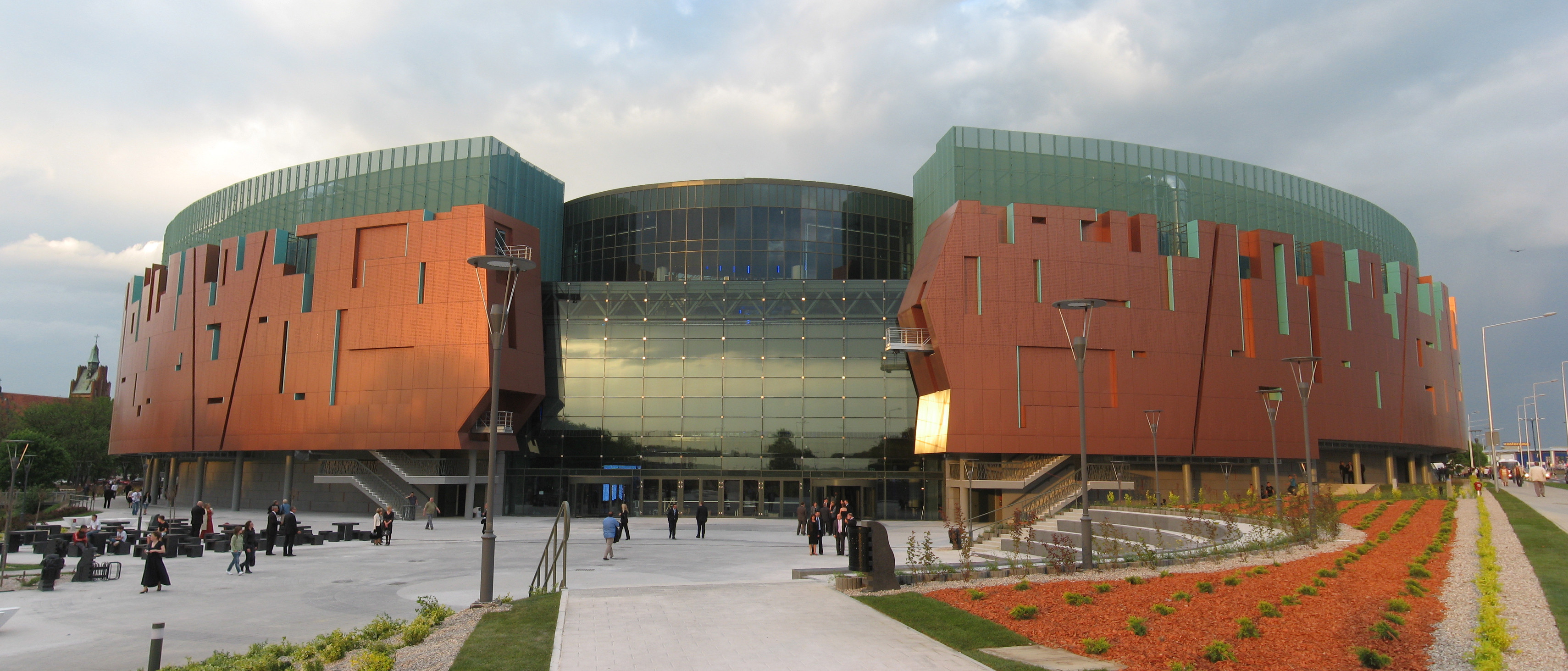
Front galerii

Cuprum Arena – centrum handlowe, otwarte 9 maja 2009 r., położone w centrum Lubina między ulicami: Wrocławską, gen. Władysława Sikorskiego oraz Mikołaja Kopernika (adres: ul. Władysława Sikorskiego 20). W 2013 galerię odwiedziło 6 milionów osób.

## Charakterystyka
Budynek zbudowany na planie okręgu, składa się z trzech kondygnacji handlowych. Galeria wykonana jest z granitu, szkła, stali, drewna, a także płyt aluminiowych w kolorze miedzi symbolizujące znaczenie tego surowca dla regionu. Wewnątrz funkcjonuje 130 sklepów i placówek usługowych, wśród których znajdują się delikatesy, lokale gastronomiczne, wielkopowierzchniowy sklep AGD i RTV, sklepy renomowanych marek polskich i zagranicznych, a także sklepik Zagłębia Lubin. Ponadto w obiekcie funkcjonuje multipleks z pięcioma salami kinowymi. W głównym atrium mogą odbywać się koncerty i przedstawienia. Powierzchnia zabudowy wyniosła 2 ha, całkowita powierzchnia użytkowa galerii to 69 000 metrów kwadratowych, zaś powierzchnia najmu to 34 000 metrów kwadratowych. Wewnątrz umiejscowiono również wielopoziomowy parking na 1000 samochodów. Kubatura galerii wynosi 439 000 metrów sześciennych. Na najwyższym poziomie znajduje się klub fitness, a także pomieszczenia biurowe.
Kilka danych na temat Galerii Cuprum Arena:
- Powierzchnia elementów fasady zewnętrznej – 7439 m²
- Liczba otworów w elementach fasady – 5 714 690 szt.
- Powierzchnia szklanej fasady zachodniej – 705 m²
- Powierzchnia świetlika głównego – 1265 m²
- Powierzchnia przestrzennej fasady wewnętrznej – 2500 m²
- Powierzchnia witryn sklepowych – 5440 m²
- Długość balustrad – 1225 mb
- Powierzchnia sufitów podwieszonych – 8250 m²
- Powierzchnia pasaży – 15 100 m²

Galerię zaprojektowała poznańska pracownia architektoniczna Studio ADS, która jest także autorem m.in. projektów terminalu pasażerskiego portu lotniczego Poznań-Ławica oraz poznańskiego centrum handlowego Stary Browar.
Galerię Cuprum Arena budowała firma MGC Invest Sp z o.o., powiązana z grupą kapitałową NG2 (dawniej CCC) należącą do Dariusza Miłka, który swoją karierę biznesową rozpoczynał od handlu obuwiem na bazarze znajdującym się wtedy w miejscu obecnej galerii. Koszt budowy wyniósł około 300 mln złotych.

## Nagrody
Podczas konkursu organizowanego przez Międzynarodową Radę Centrów Handlowych (International Shopping Center Council, ICSC), galeria Cuprum Arena przeszła do ścisłego finału konkursu European Shopping Center Award 2010.